# Eusandalum afganum
Eusandalum afganum är en stekelart som beskrevs av Boucek 1967. Eusandalum afganum ingår i släktet Eusandalum och familjen hoppglanssteklar.
Artens utbredningsområde är Afghanistan. Inga underarter finns listade i Catalogue of Life.